# Olivia Hussey
Olivia Hussey (castellà: Olivia Osuna)  (Buenos Aires, 17 d'abril de 1951 - Burbank i San Francisco, 27 de desembre de 2024) va ser una actriu britànica. El seu palmarès inclou un Globus d'Or i un premi David di Donatello. Filla del cantant de tango argentí Osvaldo Ribó, Hussey va néixer a Buenos Aires, però va passar la major part de la seva vida primerenca a l'Anglaterra natal de la seva mare. Va aspirar a ser actriu de jove i va estudiar teatre durant cinc anys a l'Italia Conti Academy of Theatre Arts de Londres.
Hussey va començar a actuar professionalment quan era adolescent. Va aparèixer en una producció londinenca de 1966 de The Prime of Miss Jean Brodie, al costat de Vanessa Redgrave; això la va portar a ser buscada pel paper de Julieta a l'adaptació cinematogràfica de 1968 de Franco Zeffirelli de Romeu i Julieta. Hussey va rebre un gran reconeixement internacional per la seva interpretació. El 1974, va aparèixer com el personatge principal de Jess Bradford a la pel·lícula de culte Black Christmas. També va tenir un paper a la producció de terror Psycho IV: The Beginning.
Hussey es va retrobar amb Zeffirelli a la minisèrie Jesus of Nazareth (1977) com a Maria i va aparèixer com a Rosalie Otterbourne a l'adaptació d'Agatha Christie de John Guillermin de Mort al Nil (1978). Va aparèixer en diverses produccions internacionals durant la dècada de 1980, inclosa la producció japonesa Virus (1980) i la pel·lícula d'acció distòpica australiana Turkey Shoot (1982). També va treballar com a actriu de doblatge, posant la veu a videojocs d'Star Wars, com ara Star Wars: Rogue Squadron (1998), Star Wars: Force Commander (2000) i Star Wars: The Old Republic (2011).